# Renault Type IG

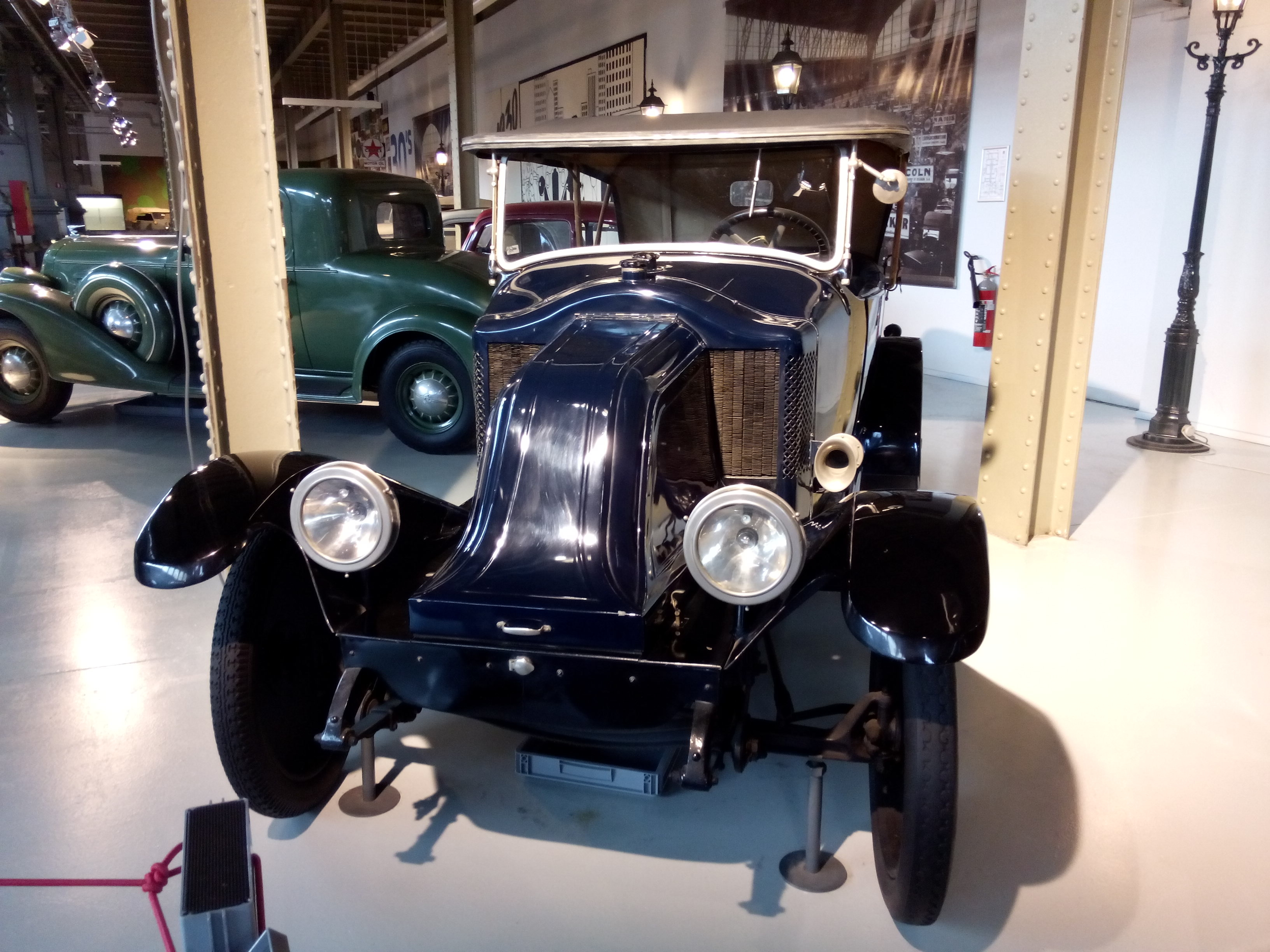
Frontansicht

Der Renault Type IG war ein Personenkraftwagenmodell der Zwischenkriegszeit von Renault. Er wurde auch 10 CV genannt.

## Beschreibung
Das Modell erschien 1920. Vorgänger war der Renault Type GS. 1921 folgte der Renault Type II.
Der wassergekühlte Vierzylindermotor mit 75 mm Bohrung und 120 mm Hub hatte 2121 cm³ Hubraum. Die Motorleistung wurde über eine Kardanwelle an die Hinterachse geleitet. Die Höchstgeschwindigkeit war je nach Übersetzung mit 56 km/h bis 67 km/h angegeben.

### Type IG
Die nationale Zulassungsbehörde erteilte am 16. Oktober 1920 seine Zulassung. Im Gegensatz zum ähnlichen Renault Type IC hatte dieses Modell Linkslenkung. Der Wendekreis war mit 18 Metern angegeben. Das Fahrgestell wog 670 kg. Überliefert sind Tourenwagen und Limousine. Ein Tourenwagen kostete im März 1921 17.500 Franc.

### Type IG 1
Die nationale Zulassungsbehörde erteilte am 6. Januar 1921 seine Zulassung für diese Variante. 
Bei einem Radstand von 280,8 cm und einer Spurweite von 144 cm war das Fahrzeug 370,8 cm lang und 164 cm breit. Das sind die gleichen Daten wie für den Nachfolger, der allerdings laut einer Quelle zwischen 5 cm und 20 cm länger gewesen sein soll. Der Wendekreis war mit 15 Metern angegeben. Das Fahrgestell wog 670 kg. Zur Wahl standen Torpedo, Limousine und Roadster. Das Fahrzeug wurde auch als Taxi eingesetzt. Das Fahrgestell kostete 16.000 Franc.